# Mohamed El-Minabawi
Mohamed El-Minabawi (ur. 4 maja 1927 w Kairze, zm. 11 września 2004) – egipski bokser.
Dwukrtonie reprezentował Egipt na Letnich Igrzyskach Olimpijskich w 1948, przegrywając w pierwszej rundzie z  Adrianem Holmesem i 1952, odpadając w pierwszej rundzie przegrywając z Gianbattista Alfonsetti.